# گوزد لیپینگسکی
گوزد لیپینگسکی (به لاتین: Gózd Lipiński) یک روستا در لهستان است که در گمینا بیشچا واقع شده‌است. گوزد لیپینگسکی ۷۲۷ نفر جمعیت دارد.